# Åtel
Åtel är föda som har placerats ut av människor för att locka eller göda vilt. En äldre benämning var luder.
Syftet med att placera ut en åtel kan vara för att bedriva jakt, men termen åtel används även för stödutfodring av rovdjur, och har då använts främst för att främja bestånd av rovfåglar. För en plats där vilt stödutfodras under vintern används även termen foderplats.

## Åteljakt

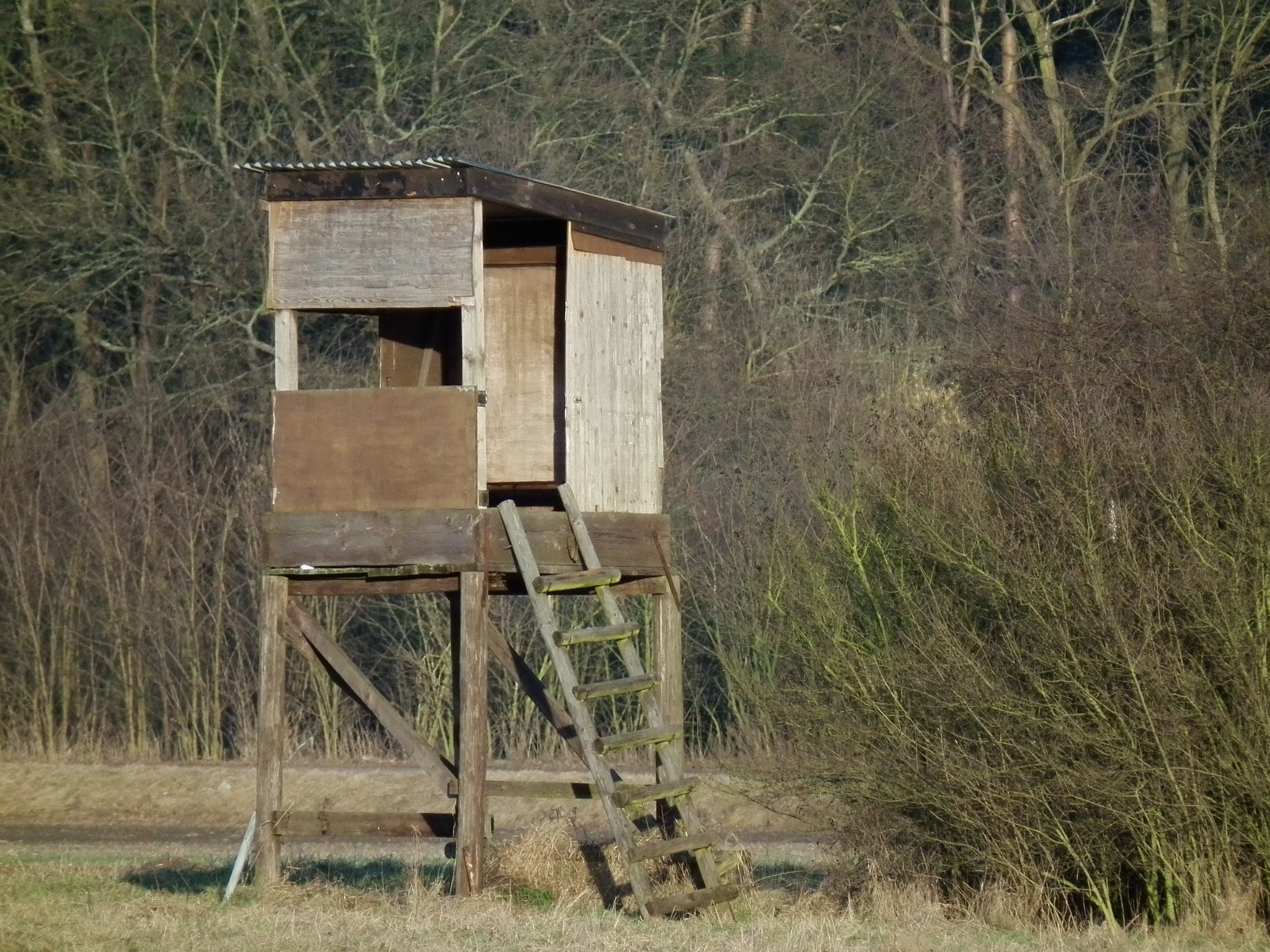
Jakttorn.

Jakt med hjälp av åtel bedrivs främst som vakjakt, där jägaren oftast sitter i ett jakttorn. Viltslag som jagas på detta sätt är främst vildsvin och räv. Vid vildsvinsjakt utgörs åteln av olika slags vegetabilisk föda. Det är vanligt att man använder sig av foderautomater vilka sprider ut främst ärtor periodiskt. Vid rävjakt utgörs åteln av animalisk föda, till exempel slaktavfall.

## Giftåtel
Det har förekommit att åteln har varit förgiftad. Giftåtlar har främst använts vid vargjakt. En av de vargar som från 1879 till 1882 dödade ett stort antal barn i sydvästra Finland förgiftades till döds 1882. Numera används giftåtlar främst i Ryssland i syfte att döda varg.

## Användning av åtel i Sverige
Platsen där lockbete var utlagt var i äldre tiders jaktstadga fredad genom vissa bestämmelser. Vissa fågelarter, bland annat kungsörn, har varit mycket beroende av åtlar. 
Jordbruksverket har regler för hur animaliska produkter får hanteras i samband med åtel, bland annat för att undvika smittspridning. Miljölagstiftningen ska också följas, till exempel att åtlar inte får läggas ut nära bebyggelse eller vid vattentäkter. Enligt jaktförordningen (1987:905) får Naturvårdsverket meddela föreskrifter om åtel och åteljakt. Det är länsstyrelserna som beslutar om tillstånd för åteljakt och den som vill lägga ut åtel för jakt måste därför anmäla detta till länsstyrelsen, innan åteln läggs ut. Utläggning av åtel utan tillstånd kallas otillåten åtel och kan bedömas som ett jaktbrott.